# Tenterfield Oration
De Tenterfield Oration was een toespraak gegeven door Sir Henry Parkes, toenmalig minister-president van New South Wales, op de Tenterfield School of Arts te Tenterfield, New South Wales, Australië op 24 oktober 1889, waarin hij het idee bepleitte dat de zes Australische koloniën zich moesten verenigen in een federatie.
In deze periode genoten de Australische koloniën zelfbestuur onder het ver weg gelegen Britse ministerie van koloniën. De stad Tenterfield ervoer de nadelen van de verdeeldheid. De stad was ver verwijderd van Sydney, de hoofdstad van New South Wales en lag juist relatief dicht bij de commerciële centra van het naburige Queensland. In deze periode werden er grenstarieven opgelegd door Queensland en de lokale bevolking was sterk voor vrije handel.
De belangrijkste reden die Parkes tijdens zijn redevoering gaf voor het vormen van een federatie was een verenigde landsverdediging van het Australische continent.